# 1009 (عدد)
ألف وتسعة 1009 هو عدد صحيح، يلي العدد 1008 وويسبق العدد 1010.

## في الرياضيات

### خصائص
- عدد طبيعي.[3]
- عدد فردي.[4]
- عدد موجب،[5] السالب منه هو -1009.[6]

## في التاريخ
- 1009 هـ هي سنة في التقويم الهجري.
- هي سنة 1009 م في التقويم الميلادي.

## وصلات خارجية
الأعداد الصاتمة، ديوان اللغة العربية.